# Aspilota parentalis
Aspilota parentalis är en stekelart som beskrevs av Sergey A. Belokobylskij 2007. Aspilota parentalis ingår i släktet Aspilota och familjen bracksteklar. Inga underarter finns listade.